# Hydrotaea fuliginosa
Hydrotaea fuliginosa este o specie de muște din genul Hydrotaea, familia Muscidae, descrisă de Robineau-desvoidy în anul 1830. Conform Catalogue of Life specia Hydrotaea fuliginosa nu are subspecii cunoscute.